# Пикалов, Владимир Карпович
Влади́мир Ка́рпович Пика́лов (15 сентября 1924 — 29 марта 2003) — советский военачальник, организатор и руководитель химических войск, начальник химических войск Министерства обороны СССР (1968—1988). Генерал-полковник технических войск (25.04.1975), генерал-полковник (26.04.1984). Участник Великой Отечественной войны. Один из организаторов ликвидации последствий аварии на Чернобыльской АЭС. Герой Советского Союза (24.12.1986).

## Биография
Родился 15 сентября 1924 года в Армавире (ныне Краснодарский край) в семье служащего. Отец — Пикалов Карп Иванович, умер в 1974 году, похоронен в Армавире. Мать — Пикалова Мария Максимовна, умерла в 1973 году, похоронена в Москве. C 1931 года по май 1941 года учился в средней школе № 7 Кисловодска.
До войны успел окончить 9 классов школы. В Красной Армии с мая 1941 года. В мае 1941 года поступил в 1-е Ростовское артиллерийское училище, которое окончил по ускоренному курсу в феврале 1942 года. С этого времени участвовал в Великой Отечественной войне. Воевал в войсках Западного, Донского, Сталинградского, Степного и 2-го Белорусского фронтов, освобождал города Курск, Минск, Познань, участвовал в штурме Берлина. Трижды ранен. Первую часть своего боевого пути в годы войны (1942—1944) прошёл в составе 584-го истребительно-противотанкового артиллерийского полка в должностях командира взвода управления и заместителя командира батареи, помощника начальника штаба артиллерийской дивизии по разведке. С 1944 года воевал командиром батареи, адъютантом старшим артиллерийского дивизиона и офицером разведки гаубичного артиллерийского полка Резерва Главного Командования.
В августе 1945 года поступил учиться в Военную академию химической защиты имени К. Е. Ворошилова, которую окончил в 1952 году с дипломом военного инженера-химика. Служил начальником химической службы дивизии в Прибалтийском военном округе, старшим офицером, заместителем начальника, а с 1962 года — начальником химических войск Прибалтийского военного округа, заместителем начальника Военной академии химической защиты по учебной и научной работе. Член ВКП(б) с 1949 года.
В августе 1966 года поступил, а в июне 1968 года окончил Военную академию Генерального штаба Вооружённых сил СССР. С марта 1968 года по декабрь 1988 года занимал пост начальника Химических войск МО СССР.
Прибыл на место катастрофы на Чернобыльской АЭС через несколько часов после взрыва во главе оперативной группы Министерства обороны СССР, лично провёл объезд вокруг АЭС с замером радиации (получив облучение в 137 бэр) и организовал поднятие по тревоге и прибытие в зону аварии войск, необходимых для самых срочных работ по ликвидации аварии. Возглавлял все работы по ликвидации катастрофы по линии Минобороны СССР до назначения руководителем ОГ МО СССР генерала армии И. А. Герасимова 3 мая 1986 года, но и затем долгое время продолжал работу в зоне ликвидации.
Указом Президиума Верховного Совета СССР от 24 декабря 1986 года генерал-полковнику Пикалову В. К. за большой вклад в успешное проведение работ по ликвидации аварии на Чернобыльской АЭС, устранение её последствий и проявленные при этом мужество и героизм присвоено звание Героя Советского Союза с вручением ордена Ленина и медали «Золотая Звезда».
С 1988 года В. К. Пикалов руководил разработкой технологии уничтожения химического оружия в СССР, участвовал в создании первого экспериментального предприятия по уничтожению химических боеприпасов в Чапаевске.
С 1989 года в отставке.
Умер 29 марта 2003 года. Похоронен вместе с родными в колумбарии Донского кладбища.

## Награды и звания
- Герой Советского Союза (24.12.1986);
- два ордена Ленина (1976, 24.12.1986);
- орден Октябрьской революции (1981);
- орден Трудового Красного Знамени (1972);
- два ордена Отечественной войны I степени (25.10.1944; 11.03.1985);
- два ордена Красной Звезды (25.4.1943; 22.6.1943);
- медаль «За боевые заслуги» (1951);
- медаль «За оборону Сталинграда»;
- ряд других медалей СССР и России[1];
- Почётный химик СССР;
- Почётный нефтехимик СССР;
- Государственная премия СССР (1981);

награды иностранных государств
- орден Полярной Звезды (Монгольская Народная Республика, 6.07.1971);
- орден «9 сентября 1944 года» II степени с мечами (Народная Республика Болгария, 22.01.1985);
- Орден Возрождения Польши V класса (Польская народная республика, 6.10.1973);
- Орден «За заслуги перед Отечеством» (Германская Демократическая Республика);
- Орден Дружбы (Сирийская Арабская Республика, 1988);
- Медаль «30 лет Халхин-Гольской Победы» (Монголия, 15.08.1969);
- Медаль «50 лет Монгольской Народной Армии» (Монголия, 15.03.1971);
- Медаль «50 лет Монгольской Народной Революции» (Монголия, 16.12.1971);
- Медаль «30 лет Победы над милитаристской Японией» (Монголия, 8.01.1976);
- Медаль «За укрепление дружбы по оружию» I степени (ЧССР, 20.03.1970);
- Медаль «40 лет освобождения Чехословакии Советской Армией» (ЧССР, 11.03.1985);
- Медаль «Братство по оружию» (Польша, 12.10.1988);
- Медаль «40 лет Победы над гитлеровским фашизмом» (Болгария, 16.05.1985);
- Медаль «За боевое содружество» I степени (Венгрия, 1985);
- Медаль «Боевое содружество» (Куба);
- Медаль «20-я годовщина Революционных Вооруженных сил Кубы» (Куба, 1976);
- Медаль «30-я годовщина Революционных Вооруженных сил Кубы» (Куба, 1986);
- Почётный гражданин города Турнов (Чехословакия)[1].

## Память
- Указом Президента Российской Федерации от 22 сентября 2018 года 29-й отдельной бригаде радиационной, химической и биологической защиты (Екатеринбург) присвоено имя Героя Советского Союза генерал-полковника В. К. Пикалова[5]. В 2018 году на территории бригады установлен памятник В. К. Пикалову.
- Министерством обороны Российской Федерации учреждена ведомственная медаль «Генерал-полковник Пикалов» для награждения военнослужащих химических войск.
- В Москве на здании Главного командования Сухопутных войск Министерства обороны Российской Федерации в честь В. К. Пикалова установлена мемориальная доска.
- В Камбарке именем Пикалова названа улица.
- Ежегодно проводятся соревнования по гиревому спорту — Открытый кубок Вооружённых сил памяти В. К. Пикалова.